# دریای سالیش

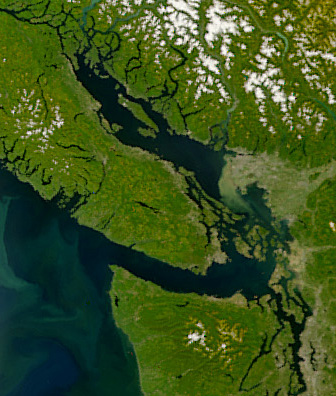
دریای سالیش که اقیانوس آرام را در سمت چپ پایین تصویر نشان می‌دهد و و از آنجا، سرزمین اصلی: تنگه خوان دی فوکا؛ پاگت ساوند در سمت راست پایین نقشه؛ به سمت شمال، تنگه وسیع جورجیا؛ و در انتهای شمالی آن تنگه، جان‌استون. سِدیمنت از رودخانه فریزر به صورت توده سبز متمایل به سبز در تنگه جورجیا دیده می‌شود.

دریای سالیش یا سِیلیش (به انگلیسی:ˈseɪlɪʃ/ SAY-lish) شبکه پیچیده‌ای از راه‌های آبی ساحلی است که بخش جنوب غربی استان کانادایی کلمبیا و بخش شمال غربی ایالت متحده آمریکا، ایالت واشینگتن را در بر می‌گیرد. آب اصلی آن تنگه جورجیا، تنگه خوان دی فوکا و پاگت ساوند است. این شهر از تنگه دیزولیشن در انتهای شمالی تنگه جورجیا تا خلیج اوکلند در راس خلیج کوچک هَمِرسِلی در انتهای جنوبی پاگت ساوند می‌رسد.
آبراه داخلی دریای سالیش (سِیلیش) تا حدی از اقیانوس آرام به وسیله جزیره ونکوور و شبه‌جزیره المپیک جدا شده‌اند و بدین ترتیب تا حدی از طوفان‌های اقیانوس آرام محافظت شده‌است. شهرهای اصلی بندر دریای سِیلیش شامل ونکوور، سیاتل، تاکوما، اورت، بلینگهام، پورت انجلس و ویکتوریا می‌باشد. بیشتر این ساحل بخشی از یک مگالاپلیس است که از غرب ونکوور، بریتیش کلمبیا، تا المپیا، واشینگتن کشیده شده‌است.

## وجه تسمیه

نقشهٔ پراکندگی گویش‌های مختلفِ «سالیشِ ساحلی» در دورادور دریای سالیش، قرن نوزدهم

نام دریای سالیش برگرفته شده از نام انگلیسیِ بومیانِ آمریکاییِ ساکن دورادور سواحل این دریا گرفته شده است. در گذشته، تا پیش از نیمهٔ دوم قرن ۱۹ام میلادی، در سواحل این دریا، مجموعه مردمانی با فرهنگ و زبان هم‌ریشه در اطراف این دریا زندگی میکردند. نام انگلیسیِ این مردم، «سالیشِ ساحلی» می‌باشد. در نیمهٔ دوم قرن نوزدهم، و با مهاجرت بیشتر آمریکایی‌ها به قصد استیطان از شرق به این منطقه، و به تبع آن، شیوع بیماری‌های اروپایی بین بومیان، رقابت بر سر اراضی، و جنگ و درگیری، جمعیت مردم سالیش سقوط کرده و به شدت کاهش یافت. این مردم، امروزه با جمعیتی حدود ۵۰ هزار نفر، در میان جمعیتی بیش از ۸ میلیون نفر (در ایالت واشنگتن و استان بریتیش کلمبیا)، در شهرهای موجود و در «رزرویشن سرخپوستی» ساکن هستند.
این نام، در اصل، به شکل «سِلیش» (به لاتین:‌ Séliš) و نام بومی شرقی‌ترین طائفهٔ سالیش، یعنی مردم سالیشِ بیترروت‌ (تلخ‌ریشه) برای خویش بود. این طائفه در ایالت مونتانا و فاصله‌ای ۷۰۰ کیلومتری از ساحل دریا زندگی می‌کند. اما به دلیل موقعیت جغرافیایی این طائفه، این‌ها اولین گروه از مردم سالیش بودند که با دولت ایالات متحده آمریکا ارتباط دیپلماتیک برقرار کردند. به همین دلیل، نام این طائفه در زبان انگلیسی تعمیم‌بخشی شد و بر روی تمامی طوائف و گروه‌های مردم سالیش در شمال‌غرب آمریکا گذاشته شد. 